# Campeonato Catarinense de Futebol de 2022 - Série C
O Campeonato Catarinense de Futebol de 2022 - Série C foi a 19ª edição do terceiro nível do futebol catarinense. Realizada e organizada pela Federação Catarinense de Futebol, a competição foi disputada por dez clubes a partir de setembro.
O título do campeonato ficou com a equipe do Santa Catarina após vencer o Caçador na final. O primeiro jogo foi no estádio Alfredo João Krieck em Rio do Sul e ficou empatado em 1 a 1. O segundo jogo foi realizado na casa do Caçador, no estádio Salézio Kindermann. Com o placar de 2 a 0, o time do alto vale do estado ficou com o título da série C estadual.
Junto do Santa Catarina, o Caçador também garantiu o acesso ao Campeonato Catarinense de 2023 - Série B.

## Equipes participantes
| Equipe         | Cidade           | Em 2021       | Estádio                 | Capacidade | Títulos         |
| -------------- | ---------------- | ------------- | ----------------------- | ---------- | --------------- |
| Batistense     | São João Batista | 8º            | Valério Gomes Neto      | 1 200      |                 |
| Caçador        | Caçador          | 9° (Série B)  | Salézio Kindermann      | 6 500      | 2 (2012 e 2019) |
| Canoinhas      | Canoinhas        | 5º            | Ditão                   | 5 000      |                 |
| Fluminense-SC  | Joinville        | 10º (Série B) | Arena Joinville         | 22 000     |                 |
| Imbituba       | Imbituba         | 4º            | Emília Mendes Rodrigues | 5 000      |                 |
| Itajaí         | Itajaí           | 3º            | Dr. Hercílio Luz        | 6 010      | 1 (2016)        |
| Jaraguá        | Jaraguá do Sul   | 9º            | Hermann Aichinger       | 6 000      |                 |
| Pedra Branca   | Palhoça          | 6º            | Estádio Renato Silveira | 2 081      |                 |
| Porto-SC       | Porto União      | 7º            | Armando Sartti          | 1 218      | 1 (2008)        |
| Santa Catarina | Rio do Sul       | ND            | Alfredo João Krieck     | 7 000      |                 |

## Fórmula de disputa
No dia 31 de maio de 2022, a Federação Catarinense de Futebol realizou o conselho técnico, no qual foi decidido o regulamento da competição.
O Campeonato Catarinense da Terceira Divisão de 2022 foi disputado por 10 equipes em sistema de pontos corridos no formato de turno único. Os quatro melhores avançaram para as semifinais. 
A partir da fase final ocorreram partidas de ida e volta até se definir os dois clubes finalistas, que garantiram o acesso para o Série B do Campeonato Catarinense de 2023.

### Critérios de desempate
Na fase de pontos corridos, em caso de igualdade na pontuação, foram critérios de desempate: 

1) mais vitórias; 

2) melhor saldo de gols; 

3) mais gols pró; 

4) confronto direto; 

5) menos cartões vermelhos; 

6) menos cartões amarelos; 

7) sorteio. 

## Classificação

### Primeira Fase
Atualizado em 23 de outubro.
| Pos. | Equipes        | P  | J | V | E | D | GP | GC | SG  | %  | Classificação ou rebaixamento  |
| ---- | -------------- | -- | - | - | - | - | -- | -- | --- | -- | ------------------------------ |
| 1    | Caçador        | 25 | 9 | 8 | 1 | 0 | 21 | 3  | +18 | 93 | Classificados para a semifinal |
| 2    | Santa Catarina | 23 | 9 | 7 | 2 | 0 | 23 | 3  | +20 | 85 | Classificados para a semifinal |
| 3    | Fluminense-SC  | 18 | 9 | 6 | 0 | 3 | 17 | 9  | +8  | 67 | Classificados para a semifinal |
| 4    | Itajaí         | 16 | 9 | 5 | 1 | 3 | 15 | 6  | +9  | 59 | Classificados para a semifinal |
| 5    | Imbituba       | 15 | 9 | 5 | 0 | 4 | 17 | 14 | +3  | 56 | Eliminados                     |
| 6    | Pedra Branca   | 15 | 9 | 5 | 0 | 4 | 12 | 10 | +2  | 56 | Eliminados                     |
| 7    | Canoinhas      | 12 | 9 | 4 | 0 | 5 | 18 | 12 | +6  | 44 | Eliminados                     |
| 8    | Porto-SC       | 4  | 9 | 1 | 1 | 7 | 3  | 23 | –20 | 15 | Eliminados                     |
| 9    | Batistense     | 3  | 9 | 1 | 0 | 8 | 7  | 22 | –15 | 11 | Eliminados                     |
| 10   | Jaraguá        | 1  | 9 | 0 | 1 | 8 | 1  | 32 | –31 | 4  | Eliminados                     |

## Fase final
Em itálico, as equipes que disputaram a primeira partida como mandante. Em negrito, as equipes classificadas.
|  | Semifinal      | Semifinal      | Semifinal | Semifinal |   |         | Final | Final | Final | Final |
|  |                |                |           |           |   |         |       |       |       |       |
|  | Caçador        | 0              | 2         | 2         |   |         |       |       |       |       |
|  | Itajaí         | 0              | 2         | 2         |   |         |       |       |       |       |
|  | Itajaí         | 0              | 2         | 2         |   | Caçador | 1     | 0     | 1     |       |
|  |                |                |           |           |   | Caçador | 1     | 0     | 1     |       |
|  |                | Santa Catarina | 1         | 2         | 3 |         |       |       |       |       |
|  | Santa Catarina | Santa Catarina | 1         | 2         | 3 | 0       | 1     | 1     |       |       |
|  | Santa Catarina |                |           |           |   | 0       | 1     | 1     |       |       |
|  | Fluminense-SC  | 1              | 0         | 1         |   |         |       |       |       |       |

## Final

### Partida de ida
| 12 de novembro | Santa Catarina       | 1 − 1          | Caçador         | Alfredo João Krieck, Rio do Sul                                  |
| 15:00          | Henrique Pereira 82' | Súmula Borderô | 22' João Carlos | Público: 774 Renda: R$ 14.480,00 Árbitro: SC Júlio César Pfleger |

### Partida de volta
| 19 de novembro | Caçador | 0 − 2          | Santa Catarina                            | Salézio Kindermann, Caçador                                                |
| 15:30          |         | Súmula Borderô | 46' Vinicius Fernando · 79' Matheus Jesus | Público: 1 414 Renda: R$ 24.115,00 Árbitro: SC Franciel dos Santos Martins |

## Premiação
| Campeão da Série C do Campeonato Catarinense de 2022 |
| ---------------------------------------------------- |
| Santa Catarina Campeão (1º título)                   |